# Налоговая система Греции
Налогообложение в Греции аналогично системе налогов большинства развитых стран и состоит из прямых и косвенных налогов.

## Налог на прибыль
Налог на прибыль в Греции является прогрессивным. В Греции человек является плательщиком налогов как наёмный работник или самозанятый человек. В случае, если человек является обладателем вида на жительства в Греческой республике, то налогообложению подлежат доходы, полученные как на территории Греции, так и на территории страны, гражданином которого он является. Исключением являются граждане стран, с которыми у Греции действуют международные соглашения об избежании двойного налогообложения. Те граждане, доход которых состоит лишь из заработной платы, не обязаны ежегодно подавать налоговую декларацию. Работодатель ежемесячно рассчитывает налог за своих работников и перечисляет его в налоговый орган. В 2008 году градация доходов для исчисления налога на прибыль была следующая:
- до 12 000 евро – 0%
- от 12 001 до 30 000 – 27%
- от 30 001 до 75 000 – 37%
- свыше 75 001 – 40%

В 2009 году ставка налога для доходов от 12 001 до 30 000 была понижена до 25% и от 30 001 до 75 000 понижена до 35%
По состоянию на 2014 год ставка налога рассчитывается исходя из следующих доходов:
| Доход              | Налог |
| ------------------ | ----- |
| €0 - €12,000       | 0%    |
| €12,000-€16,000    | 18%   |
| €16,000 - €22,000  | 24%   |
| €22,000 - €26,000  | 26%   |
| €26,000 - €32,000  | 32%   |
| €32,000 - €40,000  | 36%   |
| €40,000 - €60,000  | 38%   |
| €60,000 - €100,000 | 40%   |
| > €100,000         | 45%   |

## Социальный налог
Работодатель в Греции обязан рассчитывать и делать дополнительные взносы на социальное обеспечение, как и в большинстве стран ЕС. Работодатель выплачивает 28,06% от заработной платы в качестве налога, доля работника составляет 16% от заработной платы.

## Налоговые льготы
В соответствии с греческой системой налогообложения существуют несколько вариантов налоговых льгот:
- доход от продажи акций, размещённых на Афинской фондовой бирже;
- доходы от использования судов и судоходства;
- дивиденды, полученные в греческих компаниях;
- доход, полученный от продажи бизнеса.

## Налоговые вычеты
Практика освобождения от налогов и получения налоговых вычетов, как и в целом греческая система налогообложения, аналогичная другим европейским государствам:
- 15% возврат по ипотеке на первый жилой дом;
- 15% возврат арендной платы за основное жилье;
- пожертвования для публичных, религиозных или других организаций;
- обязательные платежи на социальное обеспечение.

## Корпоративный налог
Греческие компании облагаются налогом на прибыль, полученную на территории Греции или за рубежом. Иностранные компании облагаются налогом на прибыль, полученную только на территории Греции. Корпоративный налог составлял:
- 2007 – 25%
- 2008 – 25%
- 2009 – 25%
- 2010 – 24%
- 2011 – 20%
- 2012 – 20%
- 2013 – 26%
- 2014 – 26%

## Налог на прирост капитала
Налог на прирост капитала рассчитывается по той же схеме, что и налог на прибыль компаний, за исключением отдельных случаев, предусмотренных налогом.

## НДС
НДС в Греции установлен в пределах от 6,5% до 24%. Для всех товаров, не принадлежащих к какой-либо специальной категории уровень НДС составляет 24%. Для товаров и услуг категории 1 налог равен 13%, а для категории 2 он равен 6,5%. Отдельные виды услуг не подлежат уплате НДС, такие как медицинские и образовательные услуги. На некоторых островах налог на товары и услуги категории 1 установлен на уровне 16%.